# Mutnica (Zenica, BiH)
Mutnica je naseljeno mjesto u gradu Zenici, Federacija Bosne i Hercegovine, BiH.

## Stanovništvo

### 1991.
Nacionalni sastav stanovništva 1991. godine, bio je sljedeći:
ukupno: 382
- Srbi - 367 (96,07%)
- Jugoslaveni - 13 (3,40%)
- ostali, neopredijeljeni i nepoznato - 2 (0,52%)

### 2013.
Nacionalni sastav stanovništva 2013. godine, bio je sljedeći:
ukupno: 200
- Bošnjaci - 170 (85,00%)
- Hrvati - 3 (1,50%)
- Srbi - 2 (1,00%)
- ostali, neopredijeljeni i nepoznato - 25 (12,50%)